# Mythimna impura
Mythimna impura là một loài bướm đêm trong họ Noctuidae.

## Hình ảnh

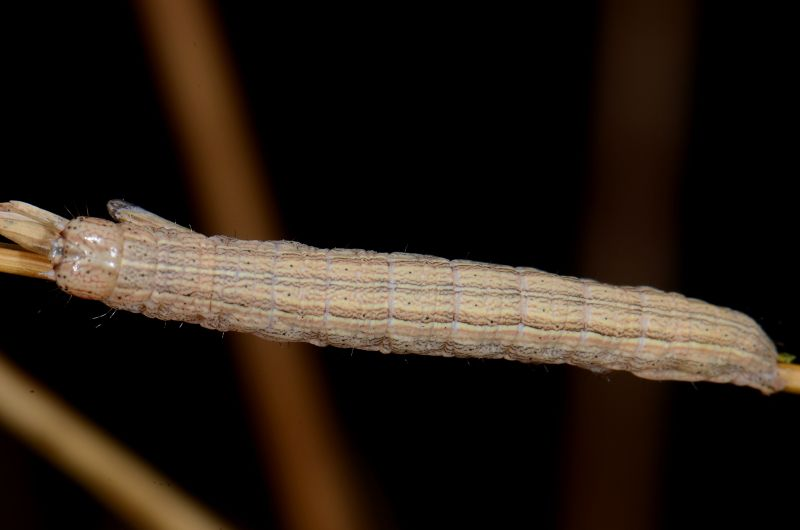
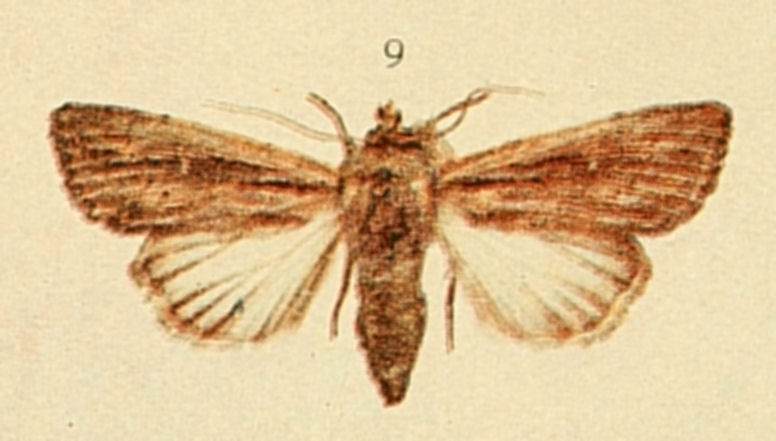
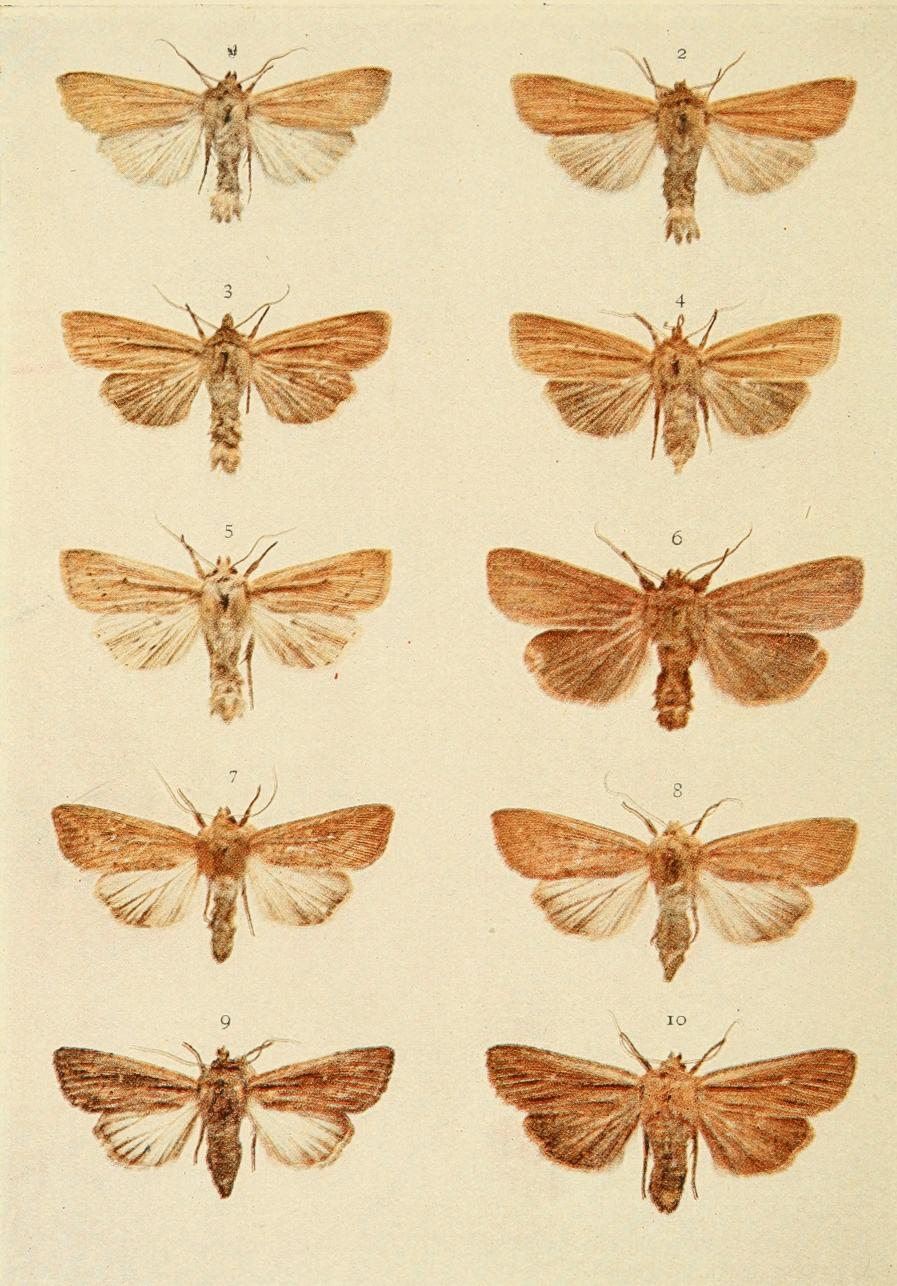
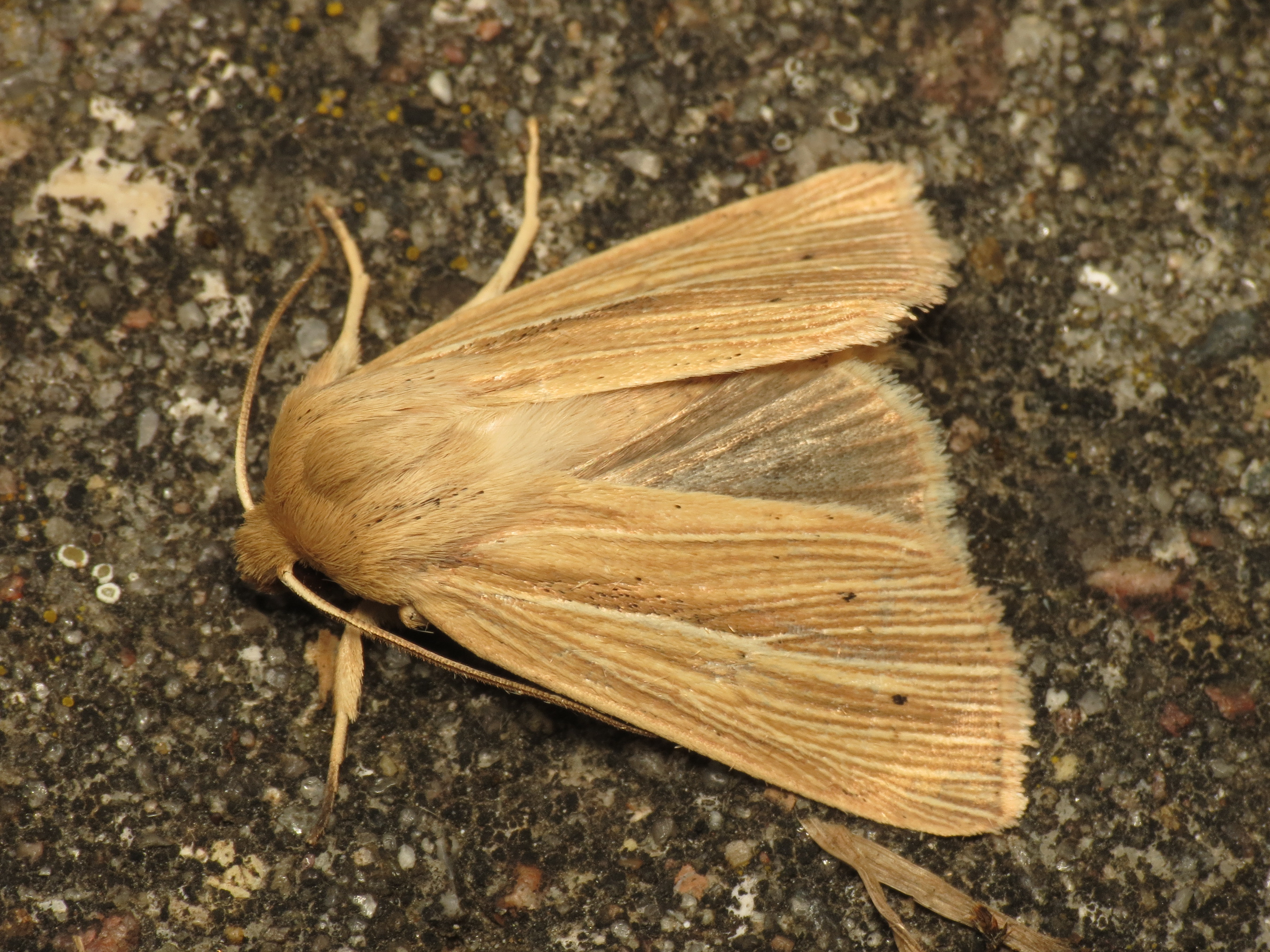